# Antonio Ponce

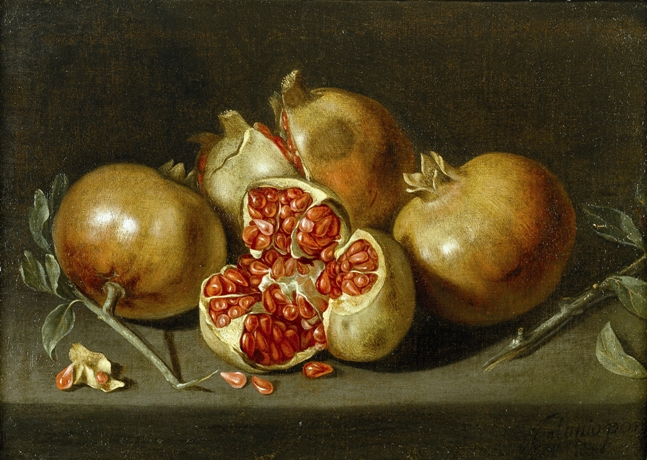
Magranes, oli sobre llenç, 25 x 35 cm, Madrid, Museu Nacional del Prado

Antonio Ponce (Valladolid, c. 1608-Madrid, c. 1677), pintor barroc espanyol, especialitzat en la pintura de natures mortes i garlandes. Va arribar a Madrid de molt petit i hi va desenvolupar tota la seva activitat.

## Biografia
Fill d'un criat de la casa del duc de Peñaranda, el 1624, orfe de pare, va entrar com a aprenent al taller de Juan van der Hamen i hi va romandre tres anys. En completar el seu aprenentatge es va casar amb Francisca d'Alfaro, neboda del seu mestre, que va morir el 1631, quan és probable que Ponce, com a membre de la família, mantingués obert el taller, com acreditaria l'elevat nombre de natures mortes conservats que copien models de Van der Hamen amb una tècnica d'execució més seca i que, en opinió de William B. Jordan, podrien ser-li atribuïts en gran nombre.
El 1633 va ser un dels pintors amb botiga oberta al públic. Com a altres pintors, també se li van confiscar retrats del rei i de la família real perquè Vicente Carducho i Velázquez jutgessin la seva qualitat i propietat, un fet motivat per la denúncia d'alcaldes de la casa i cort de La seva Majestat els quals havien observat que «en moltes cases de pintors havia retrats reals, no gaire versemblants, i uns altres amb hàbits indecents». Hi ha notícies documentals que el situen el 1637 treballant en les decoracions efímeres per a l'entrada de la princesa de Carignano i un any després en les decoracions del palau del Buen Retiro junts amb Francisco Barrera, amb qui apareix novament associat el 1649, en els preparatius per a l'entrada de la reina Mariana d'Àustria dels quals s'encarreguen juntament amb l'escultor Manuel Corretja.

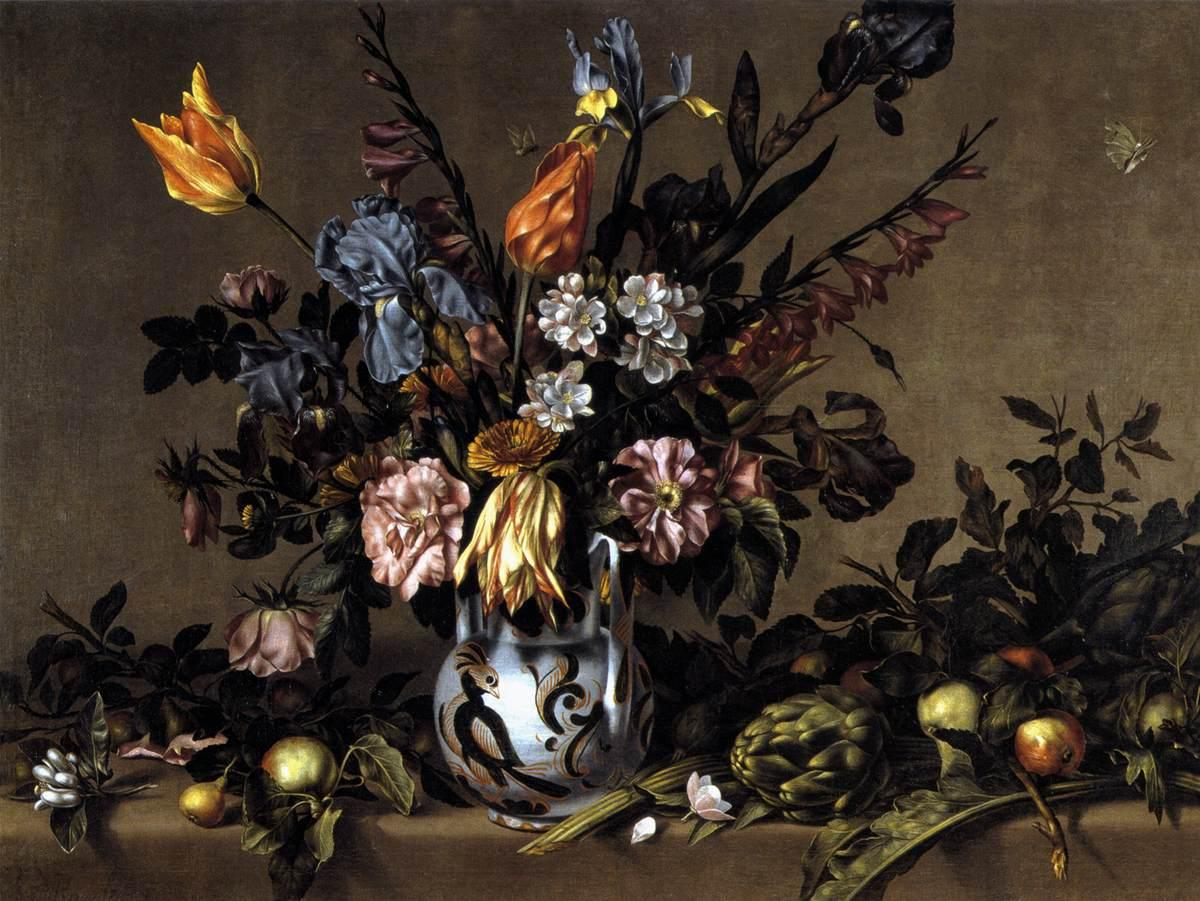
Natura morta amb carxofes i gerro de Talavera amb flors, oli sobre llenç, 72 x 94 cm, Madrid, Col·lecció Abelló.

## Obra
La primera obra signada, un Florer datat el 1630, propietat delmuseu d'Estrasburg, és obra seca i de caràcter arcaic. En els seus quadres és clara la dependència de Van der Hamen, tant en la disposició esglaonada dels objectes com en la pinzellada ferma, encara que anirà evolucionant cap a composicions més barroques en les quals els objectes s'acumulen en diferents plànols. A partir de 1640, va substituir els fons foscos per altres clars i lluminosos. La precisió en els detalls, característica de les seves natures mortes, s'observa també en el tractament de les flors, com a mostra la Garlanda de flors amb l'Assumpció de la Mare de Déu del Museu Nacional del Prado, obra de considerables dimensions (201 x 144 cm) signada el 1654, en la qual és clar el contrast entre les flors, minuciosament descrites, i el grup format per la Verge i els àngels que ocupen el centre de la garlanda, de factura més lliure. Adquirida amb fons del llegat Villaescusa, la garlanda mostra encara en la seva composició tancada la influència de Van der Hamen en tant la figures, potser del propi Ponce, recorden models de Mateo Gallardo.
Altres dos obres —Natura morta de cuina, i Magranes— tots dos signats, van ingressar al Museu del Prado el 1987 procedents de sengles col·leccions privades en les quals es troba encara el gruix de la seva producció.